# Лю Яо
Лю Яо (на китайски: 劉曜; на пинин: Líu Yào) е император на хунската държава Хан Джао от 318 до 329 година.

## Биография
Бащата на Лю Яо умира, докато той е още дете, след което е отгледан от чичо си, основателят на Хан Джао Лю Юен, като прекарва известно време и в двора на империята Дзин, заедно с братовчед си Лю Цун. След като Лю Юен обявява самостоятелността на Хан Джао през 304 година, Лю Яо става един от изтъкнатите му военачалници, участва в нападенията срещу столицата на Дзин Лоян през 308 и 309 година.
След смъртта на Лю Юен през 310 година император на Хан Джао става Лю Цун, а Лю Яо е сред неговите най-близки сътрудници. През 311 година участва в превземането на Лоян, а през 316 година ръководи превземането на Чанан. След смъртта на Лю Цун през 318 година властта в столицата е завзета от висшия сановник Дзин Джун, който избива много хора от рода Лю. Лю Яо обединява армиите си с тези на управителя на източните области Шъ Лъ и нанася решително поражение на Дзин Джун.
През 318 година Лю Яо се обявява за император, а през следващата година преименува държавата си от Хан на Джао. През следващата година влиза в конфликт с Шъ Лъ, който създава своя самостоятелна държава Хоу Джао. През 324 година започват активни военни действия между Хан Джао и Хоу Джао и през 325 година Шъ Ху завзема областта около Лоян. През 328 година Шъ Лъ лично повежда армиите срещу Хан Джао и в началото на 329 година превзема столицата Чанан, а Лю Яо е пленен и екзекутиран. По-късно през същата година Шъ Лъ разбива и неговия наследник Лю Си, слагайки край на държавата Хан Джао.